# Walter Gustav Wild
Walter Gustav Wild, també conegut com a Gualteri Wild (Hottingen, avui Zúric, 13 d'octubre de 1872 - 16 de desembre de 1953), fou un jugador suís de futbol i primer president del Futbol Club Barcelona.

## Biografia
Walter Wild fou un dels dotze fundadors del Futbol Club Barcelona a la reunió del 29 de novembre de 1899 al gimnàs Solé. Escollit primer president del club a petició de Joan Gamper en ser el membre de major edat de la reunió, mantingué aquest càrrec fins al 25 d'abril de 1901 quan fou substituït per Bartomeu Terrades. A més, durant aquest temps, el seu domicili particular al carrer Princesa de Barcelona fou la seu social provisional de l'entitat.
Durant el seu mandat, el club aconseguí el seu primer camp propi, el de l'Hotel Casanovas. Fou reescollit tres cops entre el 13 de desembre de 1899 i el 27 de desembre de 1900. Dimití a mitjans de 1901 en haver d'anar-se'n a Anglaterra per motius laborals. En total, fou president del Futbol Club Barcelona durant 513 dies. Fou nomenat soci d'honor en reconeixement de la seva tasca.
Fou també futbolista del club, participant en el seu primer partit el dia 8 de desembre de 1899 contra membres de la colònia anglesa de la ciutat. Disputà un total de 10 partits amb el club, dels quals els vuit primers amistosos en la posició de defensa, i les últimes dues jornades de la primera Copa Macaya en la posició de migcampista.